# ديكامتر
الديكامتر (دكم) من الكلمة الأنجليزية decametre تختصر dam هو وحدة دولية لقياس المسافة كالمليمتر، والسنتيمتر، والمتر. والديكامتر يساوي 10 متر.